# Mequon, Wisconsin
Mequon là một thành phố thuộc quận Ozaukee, tiểu bang Wisconsin, Hoa Kỳ. Năm 2000, dân số của thành phố này là 22643 người.